# Hamidou Camara
Pour les articles homonymes, voir Camara.
Hamidou Camara, né le 7 août 1995 à Beyla en république de Guinée, est un financier et homme politique guinéen.
Il est conseiller depuis le 22 janvier 2022 au sein du Conseil national de la transition en tant que représentant des organisations de la jeunesse,,.